# Nová Malá Kraš
Nová Malá Kraš (niem.  Neukleinkrosse, Neu-Klein-Krosse) – osada, część gminy miejskiej Vidnava, położona w kraju ołomunieckim, w powiecie Jesionik, w Czechach.